# Olof Årre
Olof Jacobsson Årre, född 22 mars 1731 i Härnösand, död 16 juli 1809 i Täby, Stockholms län, var en svensk lantmäteriingenjör, kopparstickare, tecknare och modellör.
Han var son till rektorn Jacob Årre och Elisabeth Plantin och gift med Anna Gavelius. Årre blev student vid Uppsala universitet 1748 och avlade lantmätarexamen 1754. Han blev extra ordinarie lantmätare vid Generallantmäterikontoret 1757 och förste lantmätare 1764 men tog avsked 1766. Vid början av 1750-talet tilldelades han ett statligt stipendium som skulle användas för studier i teckning och gravyr. Han studerade först för Jean Eric Rehn och från 1766 för Per Floding. Han var anställd som tecknare vid Vetenskapsakademien 1755–1784. På ett statligt stipendium fick han möjlighet att studera modellering för Jean Baptiste Masreliez 1757–1759. Som konstnärlig kraft vid Manufakturkontoret utförde han modeller och mönster för järn-, stål- och metallfabrikerna i Sverige samt Mariebergs porslinsfabrik. Från 1760 var han även föreståndare för en av ständerna 1756 grundad metall,- manufaktur-, rit- och målarskola och bedrev en betydelsefull lärarverksamhet till slutet av 1770-talet. Av hans arbeten finns ett flertal kopparstick bevarade några med fria fantasier men merparten föreställer frontespiser eller bildillustrationer till olika böcker. Årre är representerad vid Nationalmuseum och Nordiska museet.